# ان‌جی‌سی ۴۶۵۸
ان‌جی‌سی ۴۶۵۸ (انگلیسی: NGC 4658) نام یک کهکشان در صورت فلکی دوشیزه است.